# Гансолчу
Гансолчу (чечен. ГӀансолчу) — село в Ножай-Юртовском районе Чеченской Республики. Входит в состав Аллеройского сельского поселения.

## География
Село расположено в междуречье рек Гансол (слева) и Мичик (справа), в 20 км к северо-западу от районного центра — Ножай-Юрт и в 76 км к юго-востоку от города Грозный.
Ближайшие населённые пункты: на севере — сёла Центарой и Аллерой, на востоке — сёла Бешил-Ирзу и Девлатби-Хутор, на юго-востоке — село Турты-Хутор, на юге — сёла Шуани и Малые Шуани, на юго-западе — село Ялхой-Мохк, на западе — село Ахкинчу-Борзой и на северо-западе — село Бачи-Юрт.

## История
В работе Берже 1859 года «Чечня и чеченцы» упоминается Гонсольская оборонительная башня, которая до наших дней не сохранилась.
В 1990-х годах во время двух чеченских компаний село было полностью разрушено, а жители были вынуждены его покинуть.
Ныне село восстановлено по программе восстановления горных районов Чеченской Республики, в ходе которой прежние жители сумели вернуться в село.

## Население
| 1990 | 2002 | 2010 |
| ---- | ---- | ---- |
| 610  | ↘307 | ↘225 |

## Образование
- Гансолчуйская муниципальная средняя общеобразовательная школа[10].

## Улица
Улицы села Гансолчу:
- А. А. Кадырова,
- А. И. Махмудова,
- И. И. Апаева,
- П. М. Джабраилова,
- Ш. С. Джабаева.

## Тайпы
В селе основном проживают представители чеченского тайпа Аллерой.